# Диспилио
Диспилио́ (Диспильо), также Диспи́лион (греч. Δισπηλιό ή Δισπήλιον, букв. «Две пещеры»), болгарское название (до 1926) Дупяк — село на севере Греции. Расположено на высоте 640 метров над уровнем моря, на южном берегу озера Кастория, в 5 км к юго-востоку от города Кастория, в 141 км к западу от Салоник и в 349 км к северо-западу от Афин. Входит в общину Кастория в периферийной единице Кастория в периферии Западная Македония. Население 976 человек по переписи 2011 года. Площадь 9,575 квадратного километра.
Болгарское название «Дупяк» село получило от двух пещер (болг. дупка «дыра»), расположенных в селе. До 1926 года (ΦΕΚ 413Α) село называлось Докона́ки или Дупья́ки (греч. Δοκωνάκοι ή Δουπιάκοι), и было переименовано в «Диспилион», что означает «две пещеры» (от σπήλαιο «пещера»).
Через село проходит национальная дорога 15 Кастория — Гревена.

## История
Рядом с селом Диспилио находится археологический памятник. Здесь на берегу озера Кастория найдены остатки поселения на сваях эпохи неолита (5500—3500 до н. э.), которое представляло собой искусственный остров.
Озёрное поселение было обнаружено сухой зимой 1932 года, когда уровень озера снизился и стали видны следы поселения. Предварительное исследование провёл в 1935 году Антониос Керамопулос. Раскопки начал в 1992 году Георгиос Хурмузиадис, профессор доисторической археологии университета Аристотеля в Салониках. Отчёт о древнем климате стоянки, ботанических находках, методах рыбалки, орудиях и керамике был опубликован в июне 2000 года в археологическом журнале Επτάκυκλος, и позднее Урмузиадисом в 2002 году.
С целью привлечения туристов в Диспилио был создан музей под открытым небом, где реконструированы неолитические жилища, лодки, очаги и др.
Предполагается, что Диспилио был населён в течение длительного времени, с поздней стадии среднего неолита (5600—5000 гг. до н. э.) до конечного неолита (3000 год до н. э.). Обнаружен ряд артефактов, в том числе керамика, элементы деревянных сооружений и остатки деревянной мостовой (подобные мостовые были обнаружены на Сомерсетских равнинах), семена, кости, статуэтки, личные украшения, флейты (одна из них относится к 6-му тысячелетию до н. э.).
Наиболее важной находкой является табличка из Диспилио со знаками, напоминающими письменность, датированная около 5260 года до н. э. (один из древнейших в мире памятников письменности).

## Население
| Год  | Население, человек |
| ---- | ------------------ |
| 1991 | 954                |
| 2001 | 1110               |
| 2011 | ↘ 976              |